# Dimenticare (mai)
Dimenticare (mai) è un singolo del rapper italiano Raige, pubblicato il 9 dicembre 2014 dalla Warner Music Italy.

## Descrizione
Si tratta di un rifacimento del brano Dimenticare di Raige, presente nel quarto album in studio Buongiorno L.A. e con il quale condivide parte della base musicale (sebbene la nuova versione presenti un missaggio maggiore). Questa versione presenta inoltre la partecipazione vocale della cantante italiana Annalisa: la collaborazione tra i due è stata annunciata verso la fine di novembre 2014. Il 4 dicembre dello stesso anno, attraverso la pagina Facebook di Raige, è stata svelata la copertina del singolo e la data di pubblicazione.
Rispetto alla versione originaria, il testo di Dimenticare (mai) è totalmente diverso e parla di una storia d'amore finita che vive nel ricordo dei protagonisti, mentre nell'altra versione parla dell'infanzia e della crescita del rapper.

## Video musicale
Il videoclip, diretto da Mauro Russo e prodotto dalla Calibro 9, è stato pubblicato sul canale YouTube della Warner Music Italy il 9 dicembre 2014. Esso mostra Raige e Annalisa, ripresi soprattutto in scene singole ed in alcune assieme; sullo sfondo compare in più punti del video una ballerina vestita di bianco che si muove legata ad una corda bianca. Il video è girato soprattutto in interni, dove compaiono oltre ai vari protagonisti, primi piani su oggetti come una pianta che viene annaffiata ed una candela spenta. Le riprese in esterno, sono riprese panoramiche che mostrano, senza la presenza dei coprotagonisti, sfondi naturali tra cui quelli di cascate e di una deflagrazione.

## Tracce
1. Dimenticare (mai) (feat. Annalisa) – 3:10

## Classifiche
| Classifica (2014) | Posizione massima |
| ----------------- | ----------------- |
| Italia            | 74                |